# Georgian Cliff
Das Georgian Cliff ist ein markantes und 550 m hohes Kliff an der Ostküste der westantarktischen Alexander-I.-Insel. Es ragt unmittelbar nördlich der Mündung des Eros-Gletschers in den George-VI-Sund auf. An seinem nördlichen Ende besteht es aus einer Klippe, die sich nach Süden zu einem Gebirgsgrat verjüngt.
Trimetrogon-Aufnahmen der US-amerikanischen Ronne Antarctic Research Expedition (1947–1948) und Vermessungen des Falkland Islands Dependencies Survey zwischen 1948 und 1950 dienten seiner Kartierung. Das UK Antarctic Place-Names Committee benannte es 1974 nach seiner geographischen Nähe zum George-VI-Sund.